# 和平彝族乡
和平彝族乡，是中华人民共和国四川省乐山市金口河区下辖的一个乡镇级行政单位。2019年12月，将和平彝族乡罗回村和金河镇黎明村所属行政区域划归永和镇管辖。

## 行政区划
和平彝族乡下辖以下地区：
逻回村、解放村、迎新村、迎春村、桠溪村和蒲梯村。